# IC 2017
IC 2017 је лентикуларна галаксија у сазвјежђу Мрежица која се налази на листи објеката дубоког неба у Индекс каталогу.
Деклинација објекта је - 59° 23' 40" а ректасцензија 3h 56m 38,7s. Привидна величина (магнитуда) објекта IC 2017 износи 13,9 а фотографска магнитуда 14,9. IC 2017 је још познат и под ознакама ESO 117-15, AM 0355-593, IRAS 03557-5932, PGC 14140.